# Raoul Rigault
Raoul Georges Adolphe Rigault, nascut a París, on va morir el 24 de maig de 1871, fou una personalitat de la Comuna de París de 1871.

## Biografia
Fill d'un regidor a la prefectura del Sena, Raoul Rigault, batxiller en lletres i art-ciència, es preparà per a l'Escola Politècnica. Però al voltant de 1865, estava molt més interessat en els moviments blanquistes que en els seus estudis. La seva ambició és servir d'enllaç entre els treballadors i els estudiants. Va treballar a diversos diaris republicans.
Va ser detingut a principis de 1866, durant una reunió al Café Renaissance a Saint-Michel, acompanyat per Tridon, els germans Levraud, Da Costa, A. Verlière, Longuet, Genton, Protot, Largilière i Landowski. L'advocat Gustave Chaudey va ser el seu defensor.
El 1868, el llançament del seu diari ateu Le Dèmocritet li va valer tres mesos a la presó. (se li obriren dossiers a les comissaries i els informants de la policia).
Després de la revolució del 4 de setembre de 1870 i la proclamació de la República, es va convertir en comissari en cap de la policia política. Va prendre part en els aixecaments del 31 d'octubre de 1870 i del 22 de gener de 1871 contra el Govern de Defensa Nacional. Després del començament de l'aixecament comunalista, va ser nomenat el 20 de març al capdavant de la prefectura de policia. El 26 de març, va ser elegit al Consell de la Comuna pel districte VII. El 29 de març va ser nomenat cap del Comitè de Seguretat General. És el responsable de la detenció dels ostatges, entre ells Georges Darboy, arquebisbe de París, i nombroses incursions en les esglésies de la capital. El seu activisme, especialment contra els religiosos de París, li va valer haver d'abandonar la prefectura de la policia el 26 d'abril, però va ser nomenat procurador de la Comuna. Com a tal, va ordenar l'execució de Gustave Chaudey, que, com a tinent d'alcalde, havia ordenat a les tropes disparar contra els parisencs insurgents el 22 de gener de 1871. Vota a favor de la creació del Comitè de Salvació Pública.
Durant la setmana sagnant, el 24 de maig, lluità, amb l'uniforme complet, al Barri Llatí. Fou abatut a boca de canó per un oficial de Versalles que el prengué per un oficial comunard. Els soldats van despullar al seu cos dels objectes de valor mentre els transeünts l'ultratjaven.